# 목포는 항구다 (가요)
목포는 항구다는 대한민국 가수 이난영이 1942년 발표한 노래이다. 조명암이 작사, 이봉룡이 작곡했다.